# Jerry il sorcio
Jerry il Sorcio è un singolo del rapper Hell Raton, pubblicato nel 2014 come secondo estratto dal primo EP Rattopsy.

## Descrizione
Come detto dal rapper in un'intervista, ha campionato nella produzione una frase proveniente dal film L'odio.

## Tracce
Testi e musiche di Hell Raton.
1. Jerry il Sorcio (Intro) – 2:02